# فرودگاه ساموی
فرودگاه ساموی (به انگلیسی: Samui Airport) یک فرودگاه همگانی باربری با کد یاتا USM است که یک باند فرود آسفالت دارد و طول باند آن ۲۰۶۰ متر است. این فرودگاه در کشور تایلند قرار دارد و در ارتفاع ۲۰ متری از سطح دریا واقع شده است.

## شرکت‌های هواپیمایی و مقصدهای پروازی
| شرکت‌های هواپیمایی     | مقصدهای پروازی                                                                      | Terminal      |
| --------------------- | ----------------------------------------------------------------------------------- | ------------- |
| بانکوک ایرویز         | سووارنابومی، چیانگ مای، کرابی، یو-تاپائو، پوکت                                      | Domestic      |
| بانکوک ایرویز         | چنگدو شوانگلیو، چنگچینگ ییانگبی، بایون گوآنگجو، هنگ کنگ، کوالالامپور، چانگی سنگاپور | International |
| Lucky Air             | چنگدو شوانگلیو، کونمینگ چانگشوی                                                     | International |
| سیلک‌ایر               | چانگی سنگاپور                                                                       | International |
| تای ایرویز اینترنشنال | سووارنابومی                                                                         | Domestic      |
| تبت ایرلاینز          | شی‌آن شیان‌یانگ (آغاز از ۲۵ اوت ۲۰۱۷)                                                 | International |